# Ndiaga Isseu Dièye Diop
Ndiaga Isseu Dièye Diop, né vers 1775 à Koki dans la région de Louga, Sénégal et mort en exil à Ndioum, est un chef religieux musulman, détenteur de charges politiques et chef de guerre, petit fils de Serigne Koki Matar Ndoumbé Diop.
Accompagné de son disciple diolof Diilé Fatim Thiam Coumba Diomboss, il mena de nombreuses guerres dans les royaumes du Cayor, Baol, Ndiambour, Walo, notamment contre le Damel Birima Fatma Thioub Fall, le Brack Fara Peinda Adam Sall Mbodj et le Diawdine Madyaw Khor Aram Bakar diaw.

## Enfance et formation
Ndiaga Isse est né vers 1775 à Koki, village fondé par son grand père Matar Ndoumbé Diop dans le Ndiambour. Il a fait ses études à Nguick Fall dans le Ndiambour. Il fut connu sous l’appellation de Serigne Koki. Il est le fils de Serigne Koki Ahmadou Fakhoudia Diop, fils aîné de Serigne Koki Matar Ndoumbé Diop et de Isse Dièye Lô de Ndame. En 1795, son père, Ahmadou Fa-Khoudia, soutenu par le Fouta, avait dirigé la coalition des marabouts qui se soulevèrent contre le Damel Amary Ngoné Ndella Fall dans le but d’instaurer un état théocratique dans le Ndiambour à l’instar de la révolution Torodo de l’Almamy Abdel Kader Kane en 1776. Plusieurs marabouts furent capturés.

## La refondation de Koki
Ndiaga Isseu, de retour de Nguick Fall où il passa une partie de son enfance ainsi que son adolescence, revient à Koki. Il remit sur pied le daara de son grand père et décida de redonner son rayonnement d’antan à Koki qui avait sombré dans des décennies de léthargie (32 ans après le décès de son grand-père, vers 1786). Il fit bâtir 114 maisons et les offrit à des hommes ayant mémorisé le Coran et étudié les sciences islamiques. Il était convaincu que son installation à Koki lui permettrait de bénéficier des soutiens de son grand-père Matar Ndoumbé. Sa renommée auprès des populations ainsi ne cessa de s'accroître. 

## Unions matrimoniales et charges politiques
Parallèlement à son rôle de guide religieux «Serigne Koki», il occupait également la fonction de  «Serigne Lamb», titre attribué par le Damel Teigne Birima Fatma Thioub Fall. Le "Serigne Lamb" dirigeait une juridiction territoriale en qualité de chef religieux, participait aux guerres, collectait les taxes et autres redevances pour le roi.  
Ndiaga Isse s'allia aux grandes familles en contractant des unions avec des femmes issues de la noblesse ou des grandes familles religieuses. Il eut de nombreuses épouses parmi lesquelles. 
- la princesse Guedj Aminta Yala, fille du Barguèdj Sakhéwar Fatma Thioub Diop. Ils eurent six enfants (Madou Aminata Yalla, Matar Aminata Yala, Samba Aminata Yala, Khary Mame, Penda Bouya, Ndack et Mariema Diop)
- la princesse Dorobé Sokhna Fall de Pire qui lui donna quatre fils (Balla Sokhna Fall, Madou Mame Sokhna Fall, Massamba Sokhna Fall et Momar Khary Sokhna Fall).
- Sokhna Absa Penda Laobé Mbacké, petite fille de Serigne Maharam Mbacké.

## Les différentes guerres
Ses unions matrimoniales lui permirent d'asseoir de solides soutiens politiques. Ses ambitions politiques ainsi que sa renommée grandissante au sein des populations suscitèrent la méfiance du Damel qui décida de l’écarter. 
En 1827, Ndiaga Isseu entama ainsi une rébellion contre le Damel et déclara la guerre sainte. Entouré d'une armée principalement composée de paysans inexpérimentés dans l'art de la guerre, il fut vaincu et trouva refuge dans le Walo, alors en proie à une guerre civile. Avec son fidèle disciple Diilé Fatim Thiam Coumba Diomboss, guerrier aguerri, ils rassemblèrent une armée de marabouts et profitèrent de l’instabilité politique du Walo pour le soumettre, comme en témoigne le procès-verbal du Gouverneur Pierre-Edouard Brou  datant du 08 mars 1830. Refusant de se soumettre, le Brack et la reine se réfugièrent dans le Cayor auprès du Damel Birima Fatma Thioub Fall.
Ndiaga Isse et Dilé incendièrent plusieurs villages ainsi que des établissements agricoles de la colonie de Richard Toll, poussant ainsi le gouvernorat français à agir. Le 11 mars 1830, Dilé fut capturé et pendu. Ndiaga Isseu, quant à lui, traqué par le gouverneur Brou, put s’échapper et trouva refuge à Dakar, chez les Lébous.
Après Dakar, il se rendit à Ndioum, dans le Fouta, où il trouva la mort.

## Postérité
- Serigne Mountakha Mbacké Bachir, actuel khalife général des Mourides, descend de Ndiaga Isse de par son père Serigne Bassirou Mbacké, fils de Sokhna Faty Madou Mame, fils de Madou Mame Sokhna Fall, fils de Ndiaga Isse.
- Serigne Mame Thierno Birahim Mbacké, frère de Cheikh Ahmadou Bamba, est le petit-fils de Ndiaga Isse Dièye Diop, de par sa mère Sokhna Faty Isse Diop.
- Serigne Mouhamadou Moustapha Mbacké, fils aîné de Cheikh Ahmadou Bamba Mbacké et son frère Serigne Mouhamadou Lamine Bara sont issus de Ndiaga Isse, de par leur mère Sokhna Aminta Lô, fille de Sokhna Khary Mame Diop, fille de Ndiaga Isse Dièye Diop
- Serigne Ammar Fall Mbacké et son frère Serigne Omar Mbacke Guélongal, cousins de Cheikh Ahmadou Bamba Mbacké, sont des descendants de Ndiaga Isse Dièye Diop, de par leur mère Penda Bouya Diop, fille de Samba Aminta Yalla Diop, fils de Ndiaga Isse Dièye Diop.

Cheikh Ahmadou Bamba a même écrit un célèbre poème sur leur mère, Penda Bouya Diop ( Jawabu Penda Bouya Diop) qui fut  l'épouse de son oncle paternel Serigne Mbacke Kadior, lui aussi descendant de la famille, de par sa mère Faty Balla Diop, fille de Balla Fa Khudia, fils Makhatar Ndoumbé Diop 
- La fonction de Serigne Koki (chef du village de Koki) revient de droit à l'aîné des descendants de Ndiaga Isse Dièye Diop.